# Cyperus haspan
El papiro enano(Cyperus haspan) es una especie de planta del género Cyperus. Está reportada para Venezuela en todos los estados excepto en el Distrito Capital, Aragua, Carabobo, Lara, Portuguesa y Trujillo.

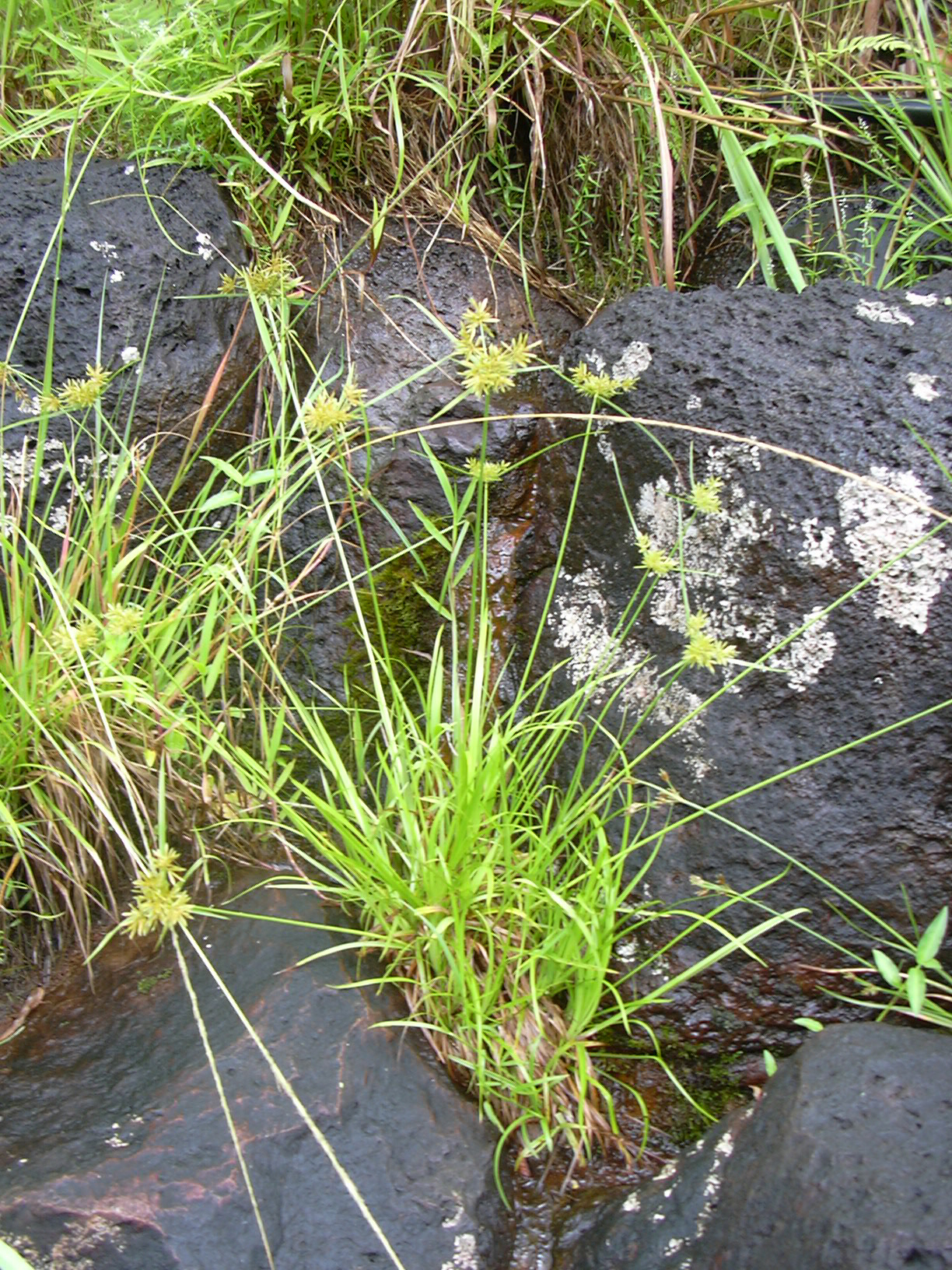
Detalle de la planta

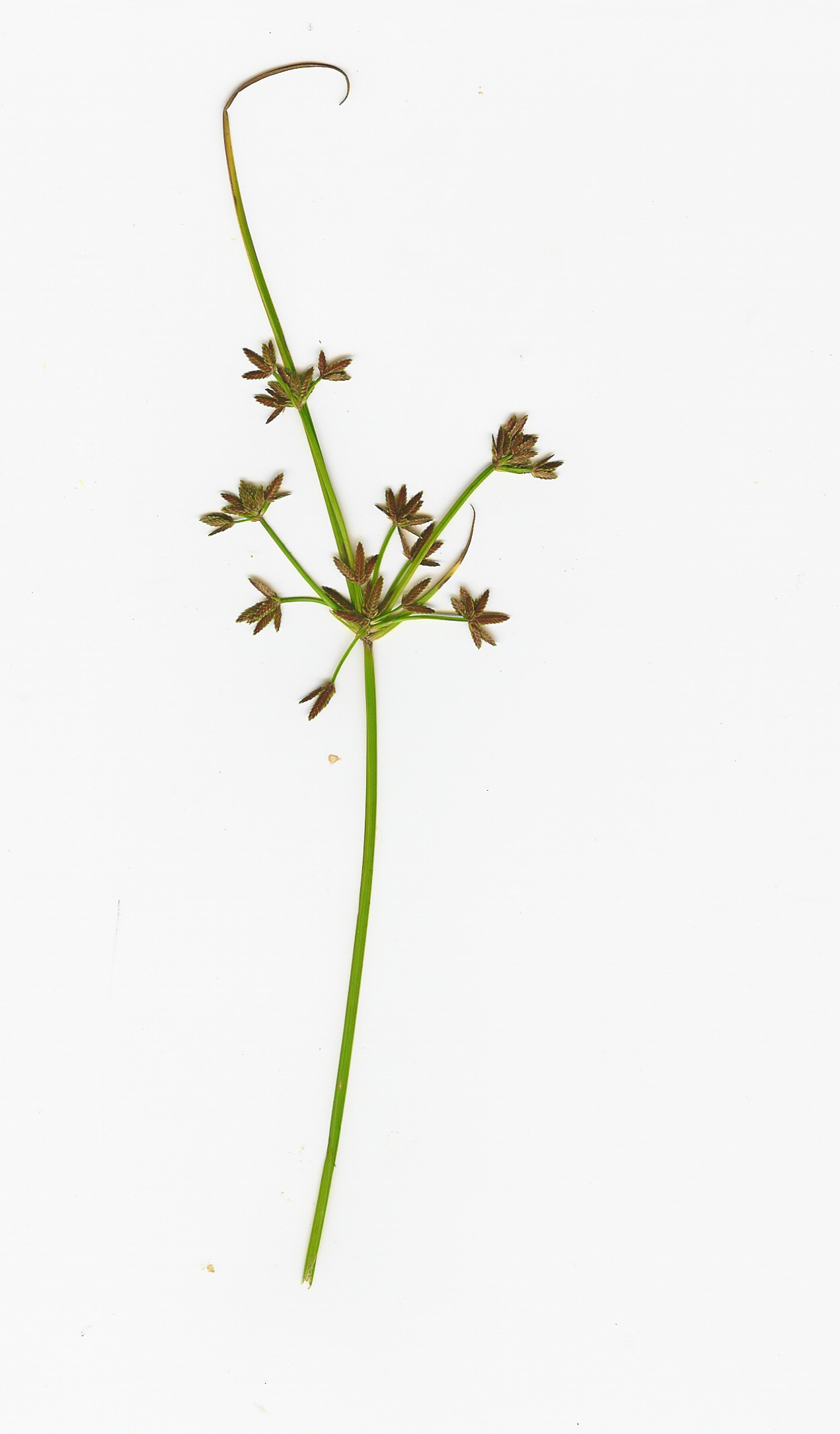
Detalle de la planta

## Descripción
Es una planta perenne, formando matas, con rizomas cortos y suaves, dev 2–6 mm de grueso; culmos triquetros (aplanados cuando secos), 20–60 (100) cm de alto. Hojas sin lámina u ocasionalmente con láminas planas de hasta 30 cm de largo. Brácteas de la inflorescencia 2 o 3, horizontales a ascendentes o erectas, (0.5) 6–18 cm de largo, rayos 5–15, hasta 20 cm de largo, rayos secundarios a veces presentes, hasta 20 mm de largo, rayos terciarios rara vez presentes, hasta 6 mm de largo, capítulos digitados, 4–15 (30) mm de ancho; espiguillas 1–15, linear-lanceoladas, aplanadas, 3–18 mm de largo y 1–1.6 mm de ancho, rojizas a café-verdosas, raquilla persistente; escamas 10–20 (40), oblongas a ovadas, 1–2 mm de largo y ca 1 mm de ancho, mucronadas, 3-nervias, caducas; estambres 3, anteras 0.3–0.5 mm de largo; estigmas 3. Fruto trígono, globoso a obovoide o elipsoide, 0.5–0.7 mm de largo y 0.3–0.4 mm de ancho, granuloso a papiloso, blanco o café-rojizo.

## Distribución y hábitos
Es una especie frecuente, se encuentra en suelos alterados muy húmedos, especialmente en arrozales y charcos en pastizales, zonas norcentral y atlántica; a una altitud de 0–1400 m; fl y fr todo el año; pantropical y subtropical.

## Taxonomía
Cyperus haspan fue descrita por Carlos Linneo   y publicado en Species Plantarum 1: 45. 1753.
Etimología
Ver: Cyperus
Sinonimia
- Cyperus adenophorus Schrad. ex Nees
- Cyperus adenophorus var. aphyllus Boeckeler
- Cyperus americanus (Boeckeler) Palla
- Cyperus aphyllus Vahl
- Cyperus autumnalis Vahl
- Cyperus caespitosus Llanos
- Cyperus cancellatus Ridl.
- Cyperus cayennensis Link
- Cyperus efoliatus Boeckeler
- Cyperus gracilis Muhl.
- Cyperus gramineus Roem. & Schult.
- Cyperus graminifolius Poir.
- Cyperus hyemalis Pursh ex C.B.Clarke
- Cyperus junceus Link
- Cyperus juncoides Lam.
- Cyperus laticulmis Spreng.
- Cyperus leptos Schult.
- Cyperus microcarpus Boeckeler
- Cyperus muehlenbergii Spreng.
- Cyperus nudus Kunth
- Cyperus nudus var. firmior J.Presl & C.Presl
- Cyperus nudus var. flaccidior J.Presl & C.Presl
- Cyperus pedatus Nees
- Cyperus planiculmis Steud.
- Cyperus platyculmis R.Br.
- Cyperus riparius Schrad. ex Nees
- Cyperus stellatus Link
- Cyperus triqueter Boeckeler
- Cyperus tunicatus Roem. & Schult.
- Cyperus vaginatus Link
- Scirpus autumnalis Rottb[6][7]